# HD 169398
HD 169398，又名CD-3412802，SAO 210135、HR 6893，是一颗恒星，视星等为6.3，位于銀經359.75，銀緯-9.94，其B1900.0坐标为赤經18h 19m 17.6s，赤緯-34° -9.94′ 1″。